# Samuel Zauber
Pour les articles homonymes, voir Zauber.
Samuel Zauber, né en 1901 et mort le 12 juin 1986, était un joueur international de football roumain d'origine juive. Depuis 1964 il vécut à Jérusalem, en Israël.

## Biographie

### Club
Zauber a évolué durant sa carrière de club dans l'équipe du Maccabi Bucarest, le club juif de la capitale. Mais l'équipe ne pouvait pas à cette période disputer de compétitions officielles, du fait de la politique antisémite du gouvernement de l'époque.

### International
Zauber fut le gardien de but de la Roumanie pendant la coupe du monde 1930 en Uruguay. Il participa également à la Coupe des Balkans des nations.